# Agatifagídeos
Agatifagídeos (Agathiphagidae) é uma família de insectos da ordem Lepidoptera, sendo pequenas mariposas com todas asas com padrão semelhante de venação, e portadoras de mandíbulas, provavelmente não funcionais. São consideradas primitivas na sistemática deste grupo de insetos . 
As poucas espécies do único gênero da família são nativas da Austrália.

## Espécies
A família é constituida por um género com duas espécies:
- Agathiphaga queenslandensis Dumbleton, 1952
- Agathiphaga vitiensis Dumbleton, 1952